# Lewan Chmaladze
Lewan Chmaladze (gruz. ლევან ხმალაძე; ur. 6 kwietnia 1985 w Tbilisi) – gruziński piłkarz, grający w Dinamo Tbilisi. Występuje na pozycji obrońcy. W reprezentacji Gruzji zadebiutował w 2008 roku. Do 1 grudnia 2013 roku rozegrał w niej 10 meczów.